# Мелёхин, Фёдор Васильевич
Фёдор Васильевич Мелёхин (1 (13) февраля 1882, Владимирская губерния — после 1932) — краевед, директор Западно-Сибирского краевого музея (1922—1929), основатель Омского областного музея изобразительных искусств.

## Биография
Фёдор Мелехин родился 1 (13) февраля 1882 года в селе Волокобине (Шуйский уезд Владимирской губернии) в семье малоземельных крестьян, «занимавшихся хлебопашеством».
Три года учился в сельской церковно-приходской школе.
В 11 лет он переехал в Самару, начав работать в местном магазине. В течение 6-7 лет переменил множество профессий: приказчик, дворник, сапожник, пекарь, парикмахер, половой в трактире, грузчик, плотовщик на Волге и др.
Ему удалось выдержать экзамен за пять классов гимназии и поступить вольноопределяющимся в Ростовский 2-й гренадерский полк, расквартированный в Москве: «начал заниматься революционной работой в войсках».
В 1910 году он поступил на Высшие сельскохозяйственные курсы в Санкт-Петербурге — проучился там, из-за недостатка средств, всего одну зиму.
С 1911 по 1913 год жил и работал в странах Западной Европы, где изучал музейное дело. С 1913 года, вернувшись в Российскую империю, он начал читать лекции в Самарском народном университете и давать частные уроки.
Участник Гражданской войны: 26 июля (8 августа) 1917 года, вследствие общей амнистии был мобилизован в войска Временного правительства и служил около четырёх месяцев в 4-м инженерном полку в Самаре в качестве прапорщика, занимаясь внешкольной работой. В начале декабря он был демобилизован и начал работать в Средне-Волжском Союзе в качестве инструктора по внешкольному образованию.
В июле 1918 года был мобилизован в Народную Армию и эвакуирован в Омск. Служил начальником Отделения по Внешкольному образованию в войсках в Главном Штабе Военного министерства.
В 1920 году перешёл на сторону Красной армии, где занимался просветительской работой с января 1920 по декабрь 1922.
После демобилизации работал хранителем музея Западно-Сибирского отдела Русского географического общества, а затем, с 1922 по 1929 год — директором Государственного Западно-Сибирского краевого музея. В 1923 году он добился передачи музею дворца генерал-губернатора. Создал при музее курсы краеведения и художественный отдел. Фёдор Васильевич участвовал в Первой Окружной конференции по краеведению, проходившей в Омске в декабре 1925 года: выступал с докладом «Деятельность Государственного Западно-Сибирского краевого музея». Через год, в декабре 1926 года, он участвовал в 1-м Сибирском краевом научно-исследовательском съезде.
По инициативе Ф. В. Мелёхина в краевом музее была сформирована историческая часть художественной коллекции. В 1929 году он был уволен со службы в связи с исключением его из состава профсоюза «за социально чуждые классовые мероприятия». В Новосибирске занимался организацией музея коммунального хозяйства. В городе Тара Западно-Сибирского края инициировал создание местного музея, а также вёл поиски полезных ископаемых. В Таре был арестован 6 мая 1931 года, обвинялся по ст. 58-4-7 УК РСФСР. В октябре 1931 года дело было прекращено за отсутствием состава преступления, из-под стражи освобожден.
Считается реабилитированным.
Судьба Ф. В. Мелёхина после 1932 года пока неизвестна.

## Произведения
- Мелехин Ф. В. 1923—1928 г. Пять лет работы музея. Краткий отчет // Известия Государственного Западно-Сибирского Музея. № 1. — Омск, 1928. — С. 121—150.